# Kirk Haston
Kirk Haston (Lobelville, 10 marzo 1979) è un ex cestista statunitense, professionista nella NBA.

## Carriera
È stato selezionato dagli Charlotte Hornets al primo giro del Draft NBA 2001 (16ª scelta assoluta).

## Palmarès
- All-NBDL First Team (2005)